# 平賀高成
平賀 高成（ひらが たかしげ、1954年5月7日 - ）は、日本の政治家。衆議院議員（1期）、静岡県議会議員（1期）を歴任。

## 来歴
静岡県出身。1976年静岡大学工業短期大学部を卒業後、同大学教職員組合中央執行委員などを経て、1996年の衆院選に静岡県第8区から立候補。小選挙区では落選したが、重複立候補していた東海ブロックで初当選。（初当選同期に、大森猛、佐々木憲昭、瀬古由起子、春名直章）。議員在職中は運輸委員、災害対策特別委員などを務めた。
2000年、2003年の衆院選で落選後は、2007年の参院選、2009年の参院補選に出馬。その後、2011年の統一地方選挙では、静岡県議会議員選挙に浜松市中区選挙区から立候補し落選、2012年の衆院選では静岡8区から立候補し落選。2013年静岡県議補欠選挙にも浜松市中区選挙区から出馬するが、落選した。
2015年の統一地方選挙で行われた静岡県議選に浜松市中区選挙区から三たび出馬し、初当選を果たした。
2019年の統一地方選挙で行われた静岡県議選に浜松市中区選挙区から出馬するが、落選。
2021年10月の第49回衆議院議員総選挙には党公認候補として静岡8区からの立候補を予定していたが野党間の候補者調整により直前で立候補を取り下げた。
2023年の統一地方選挙で行われた静岡県議選に浜松市中区選挙区から出馬するが、落選。
2024年10月の第50回衆議院議員総選挙に党公認候補として静岡8区から立候補し、得票率5.35%で落選。

## 選挙歴
| 当落 | 選挙                     | 執行日         | 年齢 | 選挙区           | 政党       | 得票数     | 得票率 | 定数 | 得票順位 /候補者数 | 政党内比例順位 /政党当選者数 |
| ---- | ------------------------ | -------------- | ---- | ---------------- | ---------- | ---------- | ------ | ---- | ------------------ | ---------------------------- |
| 比当 | 第41回衆議院議員総選挙   | 1996年10月20日 | 42   | 静岡県第8区      | 日本共産党 | 2万4339票  | 12.30% | 1    | 3/3                | 3/3                          |
| 落   | 第42回衆議院議員総選挙   | 2000年06月25日 | 46   | 静岡県第8区      | 日本共産党 | 2万1137票  | 9.62%  | 1    | 3/3                | 3/2                          |
| 落   | 第43回衆議院議員総選挙   | 2003年11月09日 | 49   | 静岡県第8区      | 日本共産党 | 1万4057票  | 6.40%  | 1    | 3/3                | 3/1                          |
| 落   | 第21回参議院議員通常選挙 | 2007年07月29日 | 53   | 静岡県選挙区     | 日本共産党 | 13万7627票 | 7.88%  | 2    | 4/5                | /                            |
| 落   | 第45回衆議院議員総選挙   | 2009年08月30日 | 55   | 静岡県第8区      | 日本共産党 | 1万2117票  | 4.80%  | 1    | 3/3                | 4/1                          |
| 落   | 第20回参議院議員補欠選挙 | 2009年10月25日 | 55   | 静岡県選挙区     | 日本共産党 | 9万7631票  | 9.02%  | 1    | 3/4                | /                            |
| 落   | 2011年静岡県議会議員選挙 | 2011年4月10日  | 56   | 浜松市中区選挙区 | 日本共産党 | 1万1271票  | ーー   | 4    | 5/5                | /                            |
| 落   | 第46回衆議院議員総選挙   | 2012年12月16日 | 58   | 静岡県第8区      | 日本共産党 | 1万3297票  | 6.08%  | 1    | 4/5                | 1/3                          |
| 当   | 2015年静岡県議会議員選挙 | 2015年4月12日  | 60   | 浜松市中区選挙区 | 日本共産党 | 1万4120票  | ーー   | 4    | 4/5                | /                            |
| 落   | 2019年静岡県議会議員選挙 | 2019年4月7日   | 64   | 浜松市中区選挙区 | 日本共産党 | 1万3298票  | ーー   | 4    | 5/5                | /                            |
| 落   | 2023年静岡県議会議員選挙 | 2023年4月9日   | 68   | 浜松市中区選挙区 | 日本共産党 | 1万2256票  | ーー   | 4    | 4/5                | /                            |
| 落   | 第50回衆議院議員総選挙   | 2024年10月27日 | 70   | 静岡県第8区      | 日本共産党 | 1万1059票  | 5.35%  | 1    | 4/5                | /                            |